# 太平直隶厅
太平直隸廳，是清朝四川省曾存在過的一個直隸廳。
當地本是清代四川省綏定府接近陝西省山區的太平縣，到了嘉慶七年（1802年），將太平縣改制為太平直隸廳。但是到了道光九年（1829年），朝廷又將太平廳同知移駐於城口，並改名為城口廳，同時還降格為散廳，而原來的太平廳則回復為太平縣。城口廳，太平縣，此時均隸屬回綏定府管轄。太平直隸廳，此時算是裁撤直隸廳的編制。所以，太平直隸廳是清朝四川省曾經存在過27年的直隸廳。